# جيمي بورتيلو
جيمي رافايل بورتيلو (بالإسبانية: Jaime Portillo)‏ (مواليد 18 سبتمبر 1947) هو لاعب كرة قدم سلفادوري معتزل. شارك بورتيلو مع منتخب السلفادور في كأس العالم 1970 في المكسيك.

## وصلات خارجية
جيمي بورتيلو على موقع الاتحاد الدولي (مؤرشف)  (الإنجليزية)
- جيمي بورتيلو على موقع قاعدة بيانات كرة القدم.إي يو (الإنجليزية)
- جيمي بورتيلو على موقع ناشيونال فوتبول تيمز (الإنجليزية)
- جيمي بورتيلو على موقع Soccerway.com (الإنجليزية)
- جيمي بورتيلو على موقع عالم كرة القدم.نت (الإنجليزية)